# 4306 Dunaevskij
4306 Dunaevskij este un asteroid din centura principală, descoperit pe 24 septembrie 1976 de Nikolai Cernîh.